# Italienische Wasserballnationalmannschaft der Männer

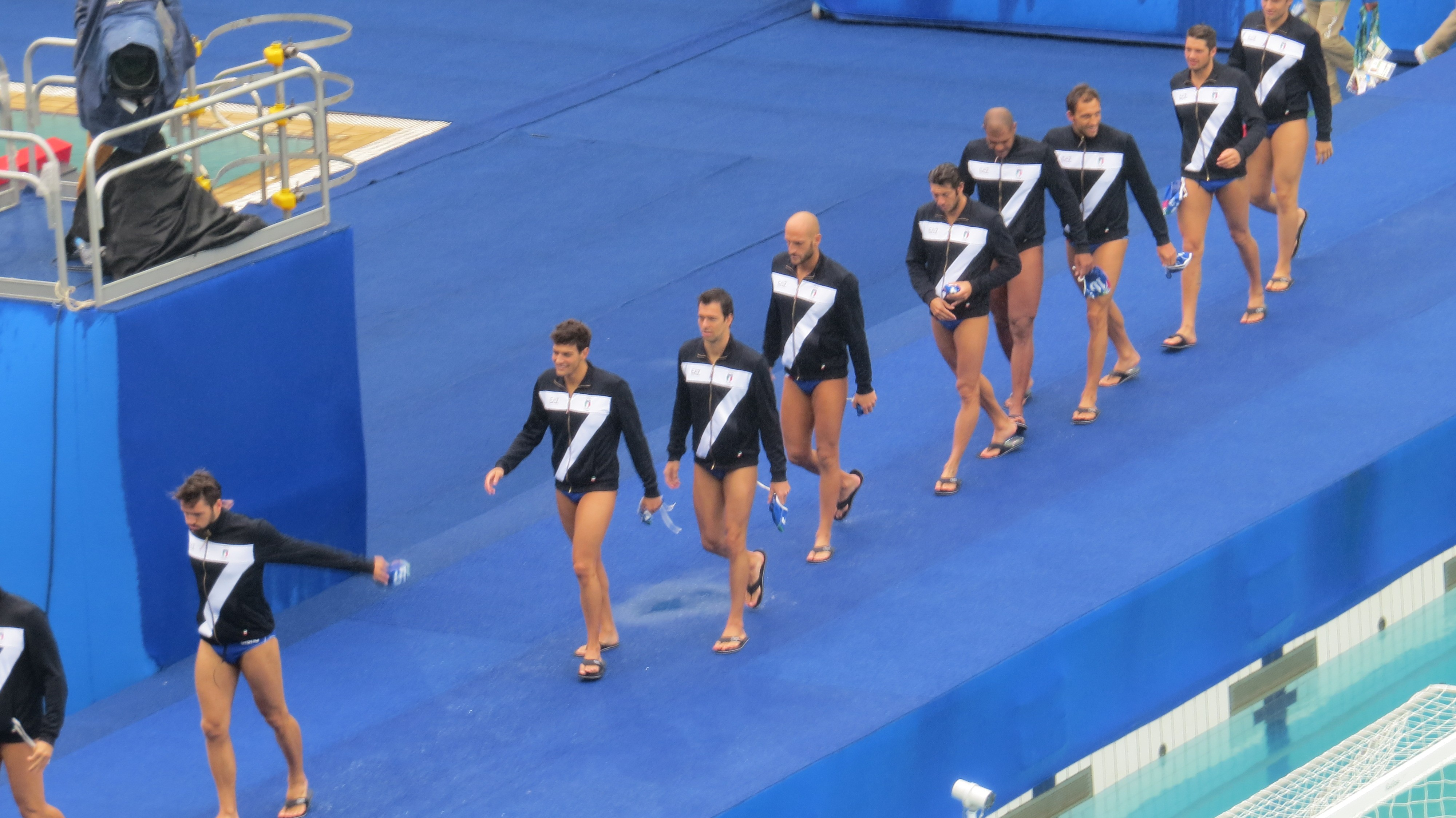
Die italienische Nationalmannschaft bei den Olympischen Spielen 2016

Die italienische Wasserballnationalmannschaft der Männer ist die Nationalmannschaft der italienischen Männer in der Sportart Wasserball (italienisch: Pallanuoto). Sie vertritt Italien bei internationalen Wettbewerben wie Olympischen Spielen, Weltmeisterschaften oder Europameisterschaften. Die organisatorische Verantwortung liegt beim italienischen Schwimmverband (Federazione Italiana Nuoto, FIN). Die Mannschaft wird auch als Settebello bezeichnet, die schöne Sieben nach dem Joker beim Kartenspiel Scopa.  Im Gegensatz dazu ist die Setterosa die italienische Wasserballnationalmannschaft der Frauen.
Die italienische Nationalmannschaft der Männer gehörte nach dem Zweiten Weltkrieg bis in die 1970er Jahre zusammen mit Jugoslawien, der Sowjetunion und Ungarn zu den vier stärksten Mannschaften der Welt. Sie gewann bei Olympischen Spielen drei Gold-, zwei Silber- und drei Bronzemedaillen sowie vier Goldmedaillen, vier Silbermedaillen und eine Bronzemedaille bei Weltmeisterschaften. Bei Europameisterschaften erkämpfte die Mannschaft drei Gold- und zwei Silber- sowie sieben Bronzemedaillen.

## Erfolge

### Olympische Spiele
Die italienische Mannschaft trat bei allen olympischen Wasserballturnieren nach dem Zweiten Weltkrieg an:
- 1920: 10. Platz
- 1924: 11. Platz
- 1948: Olympiasieger
- 1952: Bronzemedaille
- 1956: 4. Platz
- 1960: Olympiasieger
- 1964: 4. Platz
- 1968: 4. Platz
- 1972: 6. Platz
- 1976: Silbermedaille
- 1980: 8. Platz
- 1984: 7. Platz
- 1988: 7. Platz
- 1992: Olympiasieger
- 1996: Bronzemedaille
- 2000: 5. Platz
- 2004: 8. Platz
- 2008: 9. Platz
- 2012: Silbermedaille
- 2016: Bronzemedaille
- 2020: 7. Platz
- 2024: 7. Platz

### Weltmeisterschaften
Die italienische Nationalmannschaft konnte sich für die Teilnahme an allen Wasserballweltmeisterschaften qualifizieren:
- 1973: 4. Platz
- 1975: Bronzemedaille
- 1978: Weltmeister
- 1982: 9. Platz
- 1986: Silbermedaille
- 1991: 6. Platz
- 1994: Weltmeister
- 1998: 5. Platz
- 2001: 4. Platz
- 2003: Silbermedaille
- 2005: 8. Platz
- 2007: 5. Platz
- 2009: 11. Platz
- 2011: Weltmeister
- 2013: 4. Platz
- 2015: 4. Platz
- 2017: 6. Platz
- 2019: Weltmeister
- 2022: Silbermedaille
- 2023: 5. Platz
- 2024: Silbermedaille
- 2025: 7. Platz

### Europameisterschaften
- 1926: keine Teilnahme[3]
- 1927: 12. Platz
- 1931: keine Teilnahme
- 1934: 10. Platz
- 1938: 5. Platz
- 1947: Europameister
- 1950: 4. Platz
- 1954: Bronzemedaille
- 1958: 4. Platz
- 1962: 8. Platz
- 1966: 4. Platz
- 1970: 4. Platz
- 1974: 5. Platz
- 1977: Bronzemedaille
- 1981: 6. Platz
- 1983: 7. Platz
- 1985: 4. Platz
- 1987: Bronzemedaille
- 1989: Bronzemedaille
- 1991: 4. Platz
- 1993: Europameister
- 1995: Europameister
- 1997: 6. Platz
- 1999: Bronzemedaille
- 2001: Silbermedaille
- 2003: 9. Platz
- 2006: 5. Platz
- 2008: 5. Platz
- 2010: Silbermedaille
- 2012: 4. Platz
- 2014: Bronzemedaille
- 2016: 6. Platz
- 2018: 4. Platz
- 2020: 6. Platz
- 2022: 4. Platz
- 2024: Bronzemedaille

### Mittelmeerspiele
Die italienische Mannschaft nahm regelmäßig an den Mittelmeerspielen teil und war dort meist neben Spanien und Jugoslawien (später Kroatien, Montenegro und Serbien) die führende Mannschaft:
- 1955: Goldmedaille
- 1959: Silbermedaille[5]
- 1963: Goldmedaille
- 1967: Silbermedaille[6]
- 1971: Silbermedaille[7]
- 1975: Goldmedaille
- 1979: Silbermedaille
- 1983: Bronzemedaille[8]
- 1987: Goldmedaille
- 1991: Goldmedaille
- 1993: Goldmedaille
- 1997: 4. Platz[9]
- 2001: Silbermedaille
- 2005: Silbermedaille[10]
- 2009: Bronzemedaille
- 2013: 4. Platz[11]
- 2018: 5. Platz[12]
- 2022: 4. Platz[13]

## ISHOF
Bislang wurden 9 italienische Wasserballspieler in die International Swimming Hall of Fame (ISHOF) aufgenommen:
- Alessandro Campagna (* 1963), Aufnahme 2019
- Giuseppe D’Altrui (1934–2024), Aufnahme 2010
- Marco D’Altrui (* 1964), Aufnahme 2010
- Gianni De Magistris (* 1950), Aufnahme 1995
- Gianni Lonzi (* 1938), Aufnahme 2009
- Mario Majoni (1910–1985), Aufnahme 1972
- Eraldo Pizzo (* 1938), Aufnahme 1990
- Cesare Rubini (1923–2011), Aufnahme 2010
- Carlo Silipo (* 1971), Aufnahme 2014